# KUKL
KUKL (Кукль) — ісландський анархо-панк гурт, що існував в середині 1980-их. Найбільш відомий тим, що був одним із перших гуртів Бйорк. Середньовічною ісландською назва означає «чаклунство».

## Учасники
- Бйорк Ґудмудсдоттір (Björk Guðmundsdóttir)
- Ейнар Ерн Бенедіктссон (Einar Örn Benediktsson)
- Ґудлауґур Крістінн Оттарссон (Guðlaugur Kristinn Óttarsson)
- Бірґір Моґенсен (Birgir Mogensen)
- Ейнар Арналдур Мелакс (Einar Arnaldur Melax)
- Сіґтріґґур Балдурссон (Sigtryggur Baldursson)

## Дискографія
Сингл
- 1983 — Söngull (Gramm)

Альбоми
- 1984 — The Eye (Crass Records)
- 1985 — KUKL à Paris 14.9.84 (V.I.S.A.)
- 1986 — Holidays in Europe (The Naughty Nought) (Crass Records)

Участь у збірках
- 1984 — V.I.S.A. Présente (Bondage Records / V.I.S.A.), європейська компіляція
- 1987 — Geyser — Anthology of the Icelandic Independent Music Scene of the Eighties (Enigma Records), компіляція
- 2002 — Family Tree (One Little Indian), CD box set від Бйорк.